# Rudolf Kocsis
Rudolf Kocsis (n. 29 mai 1963, Arad) este un sculptor și restaurator român.

## Biografie
- Studii: Facultatea de Arte Plastice, Conservatorul “G. Enescu”, Iași, specializarea sculptură-restaurare, promoția 1988.
- Din 1991 Membru al Uniunii Artiștilor Plastici (UAP)din România – filiala Arad [1].
- Din 1999 lector la Facultatea. de Arte, Universitatea de Vest, Timisoara
- Din 2002 Doctor în Arte Vizuale, Facultatea de Arte, Universitatea din Pécs, (H).

## Expoziții

### Expoziții personale
- 1988 Galeriile “Trianon”(U.A.P.) - Iași;
- 1990 Galeria “Arta”(U.A.P.) - Arad;
- 1991 Symbole Galeria “Ildikó Risse” - Wessling(D);
- 1993 Galeria “Helios”(U.A.P.) - Timișoara;
- 1993 Galeria U.A.P. - Oradea;
- 1994 Galeria de Artă (Muzeul de Artă) - Sf.-Gheorghe;
- 1995 Centrul Cultural al Republicii Ungare - București;
- 1996 Urme Galeria Națională “Delta”(U.A.P.) - Arad;
- 1996 Institutul Slovac - București;
- 1997 Recuperarea Kitschului Galeria “First” - Timișoara;
- 1999 Muzeul Erkel Ferenc - sala Dürer - Gyula(H);
- 2001 De Familie – galeria 28 – Timisoarea;
- 2002 Fragmente Galeria Melnikow – Heidelberg(D);
- 2004 Obiectul și sculptura – Galeria fundației Interart Triade, Timișoara;
- 2004 Întâlniri – Institutul Slovac din Budapesta (H);
- 2005 Contraste – Muzeul Corvin János, sala Dürer, Gyula (H),
- 2006 Galeria Jankay, Békéscsaba (H),
- 2006 Galeria Mű-Terem, Debrecen (H).
- 2007 Amprente - Galeria Calina, Timișoara.

### Expoziții internaționale
- 1993 Bienala Internațională de Sculptură - Toyamura(J);
- 1994 III. Bienală Internațională Desen de Sculptor-Budapesta(H);
- 1995 XII. Bienală Internațională de Sculptură Mică-Murska-Sobota(SL);
- 1996 XII. Bienală Internațională de Desen-Cleveland(GB);
- 1997 V. Trienală Internațională a Tinerelor Talente-Charleroi(B);
- 2001 Trienala Internațională Mini- Print-Tokio(J);
- 2001 Bienala Internațională de Artă-Sharjah(Emiratele Arabe Unite);
- 2001 Trienala Internațională de Sculptură Mică-Murska-Sobota(SL);
- 2004 Quadrienala Internațională de Sculptură European Space – Riga (LE);
- 2006 Eastern Neighbors-Romania, Centrul Cultural Babel – Utrecht (NL);
- 2007 Sculptură contemporană românească – Muzeul Ianchelevici, La Vallonie (B).

## Premii
- 1999 - Premiul U.A.P. din România pentru sculptură (pentru activitatea artistică din anul 1998);
- 1999 - Premiul fundației ART din Constanța pentru sculptură (pentru lucrările expuse la Salonul anual de Artă, Arad 1999);
- 2000 Premiul U.A.P. filiala Arad pentru sculptură (pentru lucrările expuse la Salonul anual de Artă, Arad 2000);
- 2005 – Premiul Kós Károly pentru restaurare oferit de Asociația Lajos Kelemen din Cluj,
- 2005 – Premiul Ministerului Culturii din Ungaria, pentru lucrările prezentate la ezpoziția

XXXIV. ALFÖLDI TÁRLAT – Békéscsaba;
- 2007 – Premiul de excelență la secțiunea Arte vizuale cu prilejul Galei Excelenței Arădene, ediția a III-a;

## Lucrări și cronică
|  | La o prima privire, plastica lui Rudolf Kocsis poate induce in eroare prin formele alese, bine fmisate și printr-o armonie care guvernează volumele. S-ar părea că artistul se preocupă excesiv de acest model al perfecțiunii, pe care-l aplica aproape invariabil lucrărilor sale din ultima perioadă. Dar pentru cine cunoaște mai îndeaproape demersul său plastic, este evidentă preocuparea sa de conceptualizare a intregului proces de creație. Artistul nu pornește de la natura pentru a o recrea în armonii plăcute vizual, transpuse în diverse materiale, ci se preocupă in primul rînd de relația obiect - sculptură. Kocsis este atras de o serie de obiecte reale - piese din garderoba de la tară ale bunicului sau dispărut - care îi apar ca relicve ale unei existențe apuse, păstrînd urmele unei locuiri indelungate, o amprentă a unei corporalități acum absente. Așa după cum observa artistul ‘, aceste urme ale „atingerii” umane, aflate pe suprafața obiectelor, ies in evidență ca o „patină”. El expune simultan perechi de obiecte: ghetele din piele ale bunicului, așezate pe un soclu roșu, au o replică minuțios sculptată in lemn, la fel și pălăria, vesta, cureaua sau umbrela. Astfel relația dintre obiectele reale și obiectelesculptură devine mai complexă, punînd in evidență conceptul său plastic. În procesul de creație, artistul inaugurează un dialog prin alăturarea dintre cele două tipuri de obiecte, stimulîndu-1 pe privitor să analizeze și să evalueze raportul dintre ele, să perceapă obiectul ready-made și alături, reprezentarea plastică a obiectului real. El insuși experimentează expresivitatea acestor obiecte și a raporturilor schimbătoare, rezultate în urma distrugerii voluntare și a reintegrării fragmentelor intr-o noua sculptură. Din acest experiment au luat naștere alte serii de sculpturi, din care au evoluat apoi lucrările purtînd titlul generic Geanta. Inspirată din aceleași urme și amprente umane, care dau viață și personalizează obiectele, această serie de lucrări atinge un înalt grad de conceptualizare. Obiectele iau forme regulate, abstracte, ireale, dintr-un exces de realitate și în care doar cîte un mic detaliu le personalizează sau trimite la prezența umană, reprezentată concentrat de cîte o cataramă reală sau un mîner din piele. Reveriile plastice ale lui R. Kocsis se indreaptă și către formele arhaice, care nu provin din folclor, ci poartă doar patina timpului. Sculpturile lui fac trimitere la arhitecturi vechi, la temple sau alte diferite incinte sacre, a căror funcționalitate poate fi abia intuită. Aceste sculpturi imbracă o formă simplă și monumentală, ce ne apare lustruită parcă de experiența unei indelungate folosiri. Sculptorul aparține unui spatiu cultural dominat de indelungată tradiție a lemnului, material modelator al unor structuri antropologice fundamentale, de care s-a simțit mereu atras. Relația dintre sculptură și o posibilă arhitectură se face, in acest caz, pornind de la dimensiunea umană, aceea a lăcașului, a relicvarului sau a sarcofagului, în calitatea lor de elemente primare, fundamentale ale locuirii și care pot deveni un model exemplar de contemplat. Urmele unor siluete umane, deconstruite sau metamorfozate in „arhitecturi” se păstrează încă în lucrările din seria Fragmente, unde le regăsim ca pe niște urme goale - lacașuri ale corpurilor - devenite armuri, coifuri sau chiar construcții antropomorfe. Există o asceză a formelor care, pornind de la un model (forma umană), se îndepărtează și devin mai abstracte, lăsînd totuși sa se citească geneza lor. | — Ileana Pintilie |